# Fuente sacerdotal

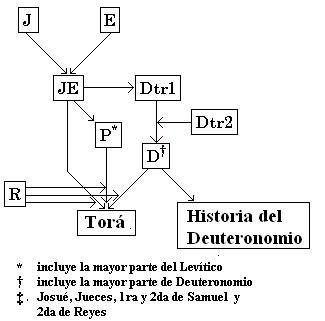
Esquema que representa el consenso del sobre la Hipótesis documentaria.

Diagrama que muestra las fuentes y su relación en la composición del Pentateuco, según la Hipótesis Suplementaria.

Fuente sacerdotal (abreviada P por el alemán Priester, sacerdote) es el nombre que la Hipótesis documentaria da a uno de los cuatro documentos o tradiciones preexistentes a partir de los cuales se escribieron los libros de la Torá o Pentateuco. También aparece en otras hipótesis, como la suplementaria, ya que se distingue por su estilo literario elaborado y con abundante uso de listas, una concepción teológica basada en la elección de Israel como pueblo de Dios, y la importancia que asigna al culto del Templo.
Fue datada originalmente en los tiempos previos al Exilio, pero más tarde entre los siglos VI a. C. y V a. C. Una teoría más reciente la considera de la época helenística.

## Origen y nuevas hipótesis
Julius Wellhausen, el erudito alemán del siglo XIX que formuló la hipótesis documental, le asignó el último lugar en el orden cronológico de las fuentes de la Torá, después de la yahvista y la elohísta, que él consideraba de los primeros tiempos de la Monarquía israelita, a las que siguió la fuente deuteronomista, de los tiempos del rey Josías, y por último la sacerdotal que era cercana al exilio babilónico, probablemente posterior. En la teoría de Wellhausen la fuente P era tardía, fría y de escasa calidad; un punto de vista influenciado por concepciones literarias y teológicas. La hipótesis de las fuentes representó el consenso entre los académicos durante la mayor parte del siglo XX, pero desde la década de 1970 esta teoría fue puesta en cuestión por investigaciones históricas y arqueológicas más avanzadas e independientes. A finales del siglo XX comenzó a a imponerse la hipótesis según la cual el origen del Pentateuco debe situarse en el período posterior al exilio, cuando la provincia persa de Yehud (Judea) estaba regida por la aristocracia sacerdotal del Templo en conflicto con los terratenientes del interior. En este contexto, a instancias del gobierno imperial, las provincias debieron recopilar sus códigos de leyes. La Torá fue el resultado de la combinación de tradiciones preexistentes de los distintos grupos que formaban la sociedad de Yehud; en este escenario, la fuente P representa los intereses de las familias sacerdotales que controlaban el Templo.
A principios de 2020, ha comenzado a postularse otra hipótesis que asigna la composición del Pentateuco a los tiempos helenísticos. No obstante, otros eruditos recientes han defendido una datación de la fuente sacerdotal anterior al exilio sobre la base de que el hebreo clásico en que está escrita dicha fuente se corresponde con el lenguaje propio del período pre-exílico.

## Naturaleza de la tradición sacerdotal
Se estima que la tradición sacerdotal es, en gran medida, génesis del libro de Levítico. Serían las opiniones de los sacerdotes y de Aarón, y siempre se indica la presencia de este último cuando Moisés está cumpliendo obligaciones en nombre de Dios, lo que sugiere que el buen funcionamiento de los milagros depende de ambos; a veces, también se duda de la capacidad de Moisés para tomar las funciones de dirigente; por ejemplo, especificando que después de recibir los Diez Mandamientos, había cambiado tanto que nadie podía verlo.
En esta tradición Dios es majestuoso y trascendente, y todas las cosas suceden por su poder. Se revela a sí mismo en etapas, primero como Elohim (una palabra hebrea que significa simplemente "dios", tomada de la palabra cananea anterior que significa "los dioses"), luego como El Shaddai (generalmente traducido como "Dios Todopoderoso"), y finalmente, solamente desde Moisés, por su Nombre: Yahveh. En P, los israelitas son el pueblo escogido de Dios, con los cuales ha sellado la Alianza definitiva después de la de Noé, que abarcó a toda la Humanidad, y con Abraham. La santidad, y su expresión ritual la pureza, es un tema central en esta fuente.  